# Jorge Arana Arana
Jorge Arana Arana 
originario del Rancho de la Cruz es de carrera Administrador de Empresas por la Universidad de Guadalajara (UDG). Arana ha estado involucrado con la política desde los 22 años comenzando como delegado del lugar donde nació, llegando a ocupar diversos puestos dentro del PRI Tonalá, siendo tesorero de ese municipio hasta ocupar dos veces la Presidencia Municipal.

## Gobierno en Tonalá

### Nepotismo en el Ayuntamiento
Jorge Arana Arana ha sido acusado de nepotismo, es decir, de otorgar puestos públicos a familiares y amigos, así en el 2013 se publicó una lista con 57 trabajadores con sus apellidos, despertando en la prensa investigaciones al respecto.
El Presidente Municipal daría declaraciones al respecto admitiendo que 50 de ellos eran sus familiares, sin embargo no era posible retirarlos del cargo.  
También en 1998 año en el que ostentaría el mismo cargo ingresaría a la nómina del ayuntamiento tonalteca a 12 de sus familiares.
Recientemente Tonalá se convirtió en uno de los 10 municipios más endeudados del país, una deuda que tardará 20 años en ser saldada.

### Participación en el fraude de la empresa López Castro[6]
Lo que después resultaría como un fraude millonario, Jorge Arana es señalado por el Congreso del Estado junto con Alfredo Argüelles por perpetrar el delito de fraude, el segundo por ser el autor intelectual y el primero por dar su consentimiento. 
Así, durante la LVIII Legislatura, este personaje político firmaría un convenio con la empresa López Castro que beneficiaría funcionarios del PAN, PRI Y PRD.

### Sobre la corporación policíaca de Tonalá
La mitad de los miembros del cuerpo policíaco tonalteca reprobaron los exámenes de confianza., Además en los últimos 15 años las patrullas de policía y el equipo con el que cuentan se ha reducido a la mitad. Tonalá un municipio con mil 867.72 kilómetros cuadrados es patrullado solo por 50 unidades de cien que estaban disponibles.
Esto y otros factores económicos, sociales y culturales lograron el aumento de reportes, denuncias y violencia en el municipio, siendo los principales: Tráfico de drogas, pandillerismo, asalto a mano armada, robo de vehículo y asesinatos.
Sobre esto Arana indicó que "todo eso no me incomoda pero para nada", indicó que ya tenía conocimiento de la situación.

### Sueldo congelado
Jorge Arturo Becerra Becerra, presidente de la Quinta Junta Especial de lo Local de Conciliación y Arbitraje del Estado, determinaría la congelación del sueldo del Presidente Municipal de Tonalá, Jorge Arana Arana, hasta completar el pago de 300 mil pesos que serían entregados a una extrabajadora del Ayuntamiento.
A principios del 2014 esta trabajadora fue despedida sin otorgarle el pago del finiquito, por lo que se introduciría una denuncia en contra del ayuntamiento, que, al ser ignorada, pasaría a sumar mil pesos por cada día de retraso en el pago, así se llegó a suma de 300 mil.